# 5143 Heracles
5143 Heracles è un asteroide Apollo del diametro medio di circa 4,8 km. Scoperto nel 1991, presenta un'orbita caratterizzata da un semiasse maggiore pari a 1,8331472 au e da un'eccentricità di 0,7724247, inclinata di 9,03084° rispetto all'eclittica.
L'asteroide è dedicato a Eracle, eroe della mitologia greca.